# 24hrs (rapper)
Robert Dozier Davis III (sinh ngày 1 tháng 12 năm 1990), được biết đến với biệt danh 24hrs, là một rapper, ca sĩ, nhạc sĩ, nhà soạn nhạc và DJ người Mỹ đến từ Atlanta, Georgia. Davis được biết đến với đĩa đơn "What You Like" kết hợp với Ty Dolla Sign và Wiz Khalifa trong album Night Shift (2017). Anh là anh trai của rapper Atlanta MadeinTYO.

## Đầu đời
Robert Davis III sinh ra ở Oakland, California. Anh là anh trai ruột nghệ sĩ thu âm MadeinTYO, người mà anh đã làm việc với nhau từ rất sớm trong sự nghiệp của mình. Vào giữa những năm 2000, cả hai cùng nhau chuyển đến Atlanta, Georgia.

## Sự nghiệp
24hrs bắt đầu hoạt động nghệ thuật của mình dưới tên Royce Rizzy vào năm 2011. Anh đã phát hành mixtape đầu tiên của mình, Bag Muzik dưới hãng thu âm G$UP của Lil Scrappy. Thay đổi đầu tiên của anh trong sự nghiệp là khi anh ký hợp đồng với hãng thu âm So So Def Recordings của Jermaine Dupri.
Vào ngày 16 tháng 11 năm 2018, Davis phát hành album đầu tay của mình, House on the Hill. Album có sự tham gia điều hành sản xuất của Hit-Boy và Ty Dolla Sign, cũng như sự xuất hiện của các khách mời như Lil Pump, YG, Moneybagg Yo, Smokepurpp và Dom Kennedy, cùng những người khác.

## Danh sách đĩa nhạc
- Houses on the Hill (2018)
- World on Fire (2019)
- No Judge with Corey Ellis (2020)
- 12 AM in Atlanta 2 cùng với DJ Drama (2020)[5]